# 21933 Ааронрозон
21933 Ааронрозон (1999 VL70, 1997 JU12, 21933 Aaronrozon) — астероїд головного поясу, відкритий 4 листопада 1999 року.
Тіссеранів параметр щодо Юпітера — 3,271.